# Тихомирова, Мария Леонидовна
Мария Леонидовна Тихомирова (род. 22 апреля 1962 года, Москва, СССР) — советская и российская художница-живописец, мастер портрета. Член Московского Союза художников (с 1985), Союза художников России (с 1986 года). Академик Российской академии художеств (с 2012).

## Биография
Родилась 22 апреля 1962 года в Москве в семье художников.
Отец — Леонид Петрович Тихомиров(1925—2016) родился в рабоче-крестьянской семье[что?] . Мать — Ольга Вячеславовна Тихомирова (род. 1937), дочь певицы Киевского оперного театра Марии Карчевской и Вячеслава Аполлоновича Карчевского.
С детства воспитывалась в окружении деятелей культуры, таких так Владимир Солоухин, солист Большого театра Александр Ведерников, Арам Хачатурян и Галина Уланова, что в дальнейшем сильно повлияло на ее мировоззрение и становление как художника. Значительное время провела в Можайской области, недалеко от села Уваровка, куда каждое лето возили ее родители. Там же в 13 лет пишет свою первую картину. В отличие от большинства детей художников, не училась в художественной школе, а к поступлению в институт готовилась за несколько лет с частными преподавателями.
В 1978 году поступает в Московский государственный академический художественный институт имени В. И. Сурикова на факультет живописи. На втором курсе попала в мастерскую под руководством Таира Теймуровича Салахова, уроки которого впоследствии помогли Марии в ее творческом развитии. Уже во время обучения учувствовала в различных советских и международных выставках, а сразу после окончания работала в Комбинате живописного искусства Московского городского отделения Художественного фонда РСФСР.
В 1985 году становится членом Московского Союза художников. Участница выставок в Братиславе, Ноймюнстере, Берлине, на Кипре, а также многих Международных, Всероссийских и Московских выставок. Многие работы находятся в музеях страны и в частных коллекциях по всему миру .
С 2012 удостоена звания академика Российской Академии художеств.

## Семья
- Отец — Тихомиров, Леонид Петрович (1925—2016), советский и российский художник, заслуженный художник РСФСР.
- Мать — Тихомирова, Ольга Вячеславовна (род. 1937), советская и российская художник, заслуженный художник РСФСР.
- Брат — Борис Леонидович Тихомиров (род. 1955), дипломат. Живет в Германии.
- Муж — Соляник, Руслан Станиславович (род. 1968, Мариуполь, Украинская ССР), бывший борец греко-римского стиля, чемпион Украины, Москвы и ВЦСПС.
- Дочь — Тихомирова Анастасия Руслановна (род. 1986), художник, с 2014 года член Московского Союза художников.
- Дочь — Полина (род. 1994), окончила Финансовый университет при Правительстве Российской Федерации.

## Творчество
Мария — мастер жанрового и интимного портрета и натюрморта. Картины пишет исключительно «с натуры», в чем отмечает главный принцип своего творчества. Несмотря на тесное творческое сосуществование со своими родителями, отграничивает стиль их живописи от своего собственного, делая акцент на эстетском подходе в создании натюрморта и композиций в прописанном интерьере с небольшим числом фигур.
Также отмечает первостепенное значение цветовой композиции во всех своих работах. Многие ее картины строятся на методе «белое на белом», представляя собой пространство игры оттенков, состоящее из разнообразия едва различимых «частиц» цвета.
Свои работы Мария относит к реалистическому направлению.